# Partit Popular Democristià (Hongria)
El Partit Popular Democristià (hongarès  Kereszténydemokrata Néppárt, KDNP) és un partit polític hongarès d'orientació democristiana.

## Història
Fou fundat entre 1943 i 1944 per polítics catòlics hongaresos, intel·lectuals i eclesiàstics com el bisbe Vilmos Apor, Béla Kovrig (president de la Universitat de Kolozsvár), László Varga, mossèn József Pálffy, etc., com a organització civil Moviment Popular Cristià Social (KSzN). No fou legalitzat fins al final de la Segona Guerra Mundial, i alguns dels seus fundadors (com László Varga) va ser empresonat per destacaments dels Creus Fletxades.
El 13 d'octubre de 1944 els fundadors, amb la participació de destacats cristians (l'etnògraf Sándor Bálint, l'escriptor István Barankovics), va batejar el partit sota el nom de KDNP. Al començament de 1945 van elegir István Barankovics com a secretari general. Però després de quatre o cinc mesos de semi-legalitat, les noves autoritats no van permetre operar el partit. Malgrat els intents de Varga i Barankovics, no van aconseguir el permís per a participar en eleccions. Alhora, creixia l'oposició entre els dos sectors del partit, l'ala socialista cristiana (dirigida per Barankovics) i la conservadora-clerical (dirigit per l'home de confiança de József Mindszenty, József Pálffy).
L'ala esquerra aconseguia una forta ascendència en el partit; el 8 de maig de 1945 Barankovics esdevenia president en comptes de Pálffy; i el partit va canviar el seu nom a DNP (el Partit Popular Democràtic). El grup de Pálffy va fundar un partit nou anomenat KDNP, però no les noves autoritats soviètiques no el van legalitzar. El DNP era un partit democràtic i anticomunista. Coincidint amb Barankovics, el 1949 Mátyás Rákosi en 1949 l'advertí de les amenaces als dirigents que volien declarar a favor del judici contra Mindszenty (el cardenal era en presó encara), però no l'escoltà Barankovics va fugir a Àustria en el cotxe d'un diplomàtic americà. Molts van seguir el seu exemple, d'altres van ser empresonats per comunistes. El 1949 el partit deixà de funcionar a l'interior
El 1989 fou refundat amb el seu nom actual. El lligam entre el partit històric i el present és sovint qüestionat, tot i que alguns dels membres històrics, com László Varga, va participar en la seva reactivació. Va tenir representació parlamentària entre 1990 i 1998. Des de 1998 ha estat associat amb Fidesz. El 2005 Fidesz i KDNP va signar un acord de cooperació electoral.
A les eleccions legislatives hongareses de 2006 aquesta aliança va obtenir el 42,0% dels vots i 164 representants de 386 en el Parlament. El partit ba decidir per formar el seu propi grup parlamentari amb 23 representants. És la tercera facció més gran en el Parlament hongarès. El 2007 el seu cap és Zsolt Semjén.

## Resultats electorals

### Assemblea Nacional
| Any  | Líder              | Resultats                           | Resultats                           | Resultats                           | Resultats                           | Escons   | +/– | Govern                     |
| Any  | Líder              | Vots                                | Vots                                | %                                   | %                                   | Escons   | +/– | Govern                     |
| ---- | ------------------ | ----------------------------------- | ----------------------------------- | ----------------------------------- | ----------------------------------- | -------- | --- | -------------------------- |
| 1945 | István Barankovics | En coalició amb el FKgP             | En coalició amb el FKgP             | En coalició amb el FKgP             | En coalició amb el FKgP             | 2 / 409  | Nou | Coalició                   |
| 1947 | István Barankovics | 824,259                             | 824,259                             | 16.50 (#2)                          | 16.50 (#2)                          | 60 / 411 | 58  | Oposició                   |
| Any  | Líder              | SMCs                                | SMCs                                | MMCs                                | MMCs                                | Escons   | +/– | Govern                     |
| Any  | Líder              | Vots                                | %                                   | Vots                                | %                                   | Escons   | +/– | Govern                     |
| 1990 | Sándor Keresztes   | 287,614                             | 5.80 (#5)                           | 317,183                             | 6.46 (#6)                           | 21 / 386 | Nou | Coalició                   |
| 1994 | László Surján      | 397,887                             | 7.37 (#6)                           | 379,573                             | 7.03 (#5)                           | 22 / 386 | 1   | Oposició                   |
| 1998 | György Giczy       | 129,791                             | 2.90 (#8)                           | 116,068                             | 2.58 (#8)                           | 0 / 386  | 22  | Extraparlamentari          |
| 2002 | László Varga       | En coalició amb el Partit de Centre | En coalició amb el Partit de Centre | En coalició amb el Partit de Centre | En coalició amb el Partit de Centre | 0 / 386  | =   | Extraparlamentari          |
| 2006 | Zsolt Semjén       | En coalició amb Fidesz              | En coalició amb Fidesz              | En coalició amb Fidesz              | En coalició amb Fidesz              | 23 / 386 | 23  | Oposició                   |
| 2010 | Zsolt Semjén       | En coalició amb Fidesz              | En coalició amb Fidesz              | En coalició amb Fidesz              | En coalició amb Fidesz              | 36 / 386 | 13  | Supermajoria (Fidesz-KDNP) |
| Any  | Líder              | Circumscripcions                    | Circumscripcions                    | Llista de partit                    | Llista de partit                    | Escons   | +/– | Govern                     |
| Any  | Líder              | Vots                                | %                                   | Vots                                | %                                   | Escons   | +/– | Govern                     |
| 2014 | Zsolt Semjén       | En coalició amb Fidesz              | En coalició amb Fidesz              | En coalició amb Fidesz              | En coalició amb Fidesz              | 16 / 199 | 20  | Supermajoria (Fidesz-KDNP) |
| 2018 | Zsolt Semjén       | En coalició amb Fidesz              | En coalició amb Fidesz              | En coalició amb Fidesz              | En coalició amb Fidesz              | 16 / 199 | =   | Supermajoria (Fidesz-KDNP) |
| 2022 | Zsolt Semjén       | En coalició amb Fidesz              | En coalició amb Fidesz              | En coalició amb Fidesz              | En coalició amb Fidesz              | 18 / 199 | 2   | Supermajoria (Fidesz-KDNP) |

### Parlament Europeu
| Any  | Líder               | Vots      | %           | Escons | +/- | Grup PE | Notes               |
| ---- | ------------------- | --------- | ----------- | ------ | --- | ------- | ------------------- |
| 2009 | Pál Schmitt         | 1,632,309 | 56.36% (#1) | 1 / 22 | 1   | PPE     | Coalició amb Fidesz |
| 2014 | Ildikó Pelczné Gáll | 1,193,991 | 51.48% (#1) | 1 / 21 | =   | PPE     | Coalició amb Fidesz |
| 2019 | László Trócsányi    | 1,824,220 | 52.56% (#1) | 1 / 21 | =   | PPE     | Coalició amb Fidesz |
| 2024 | Tamás Deutsch       | 2,048,211 | 44.82% (#1) | 1 / 21 | =   | PfE     | Coalició amb Fidesz |